# Bene Barbosa
Benedito Gomes Barbosa Junior (São Paulo, 3 de julho de 1970), mais conhecido como Bene Barbosa, é um ativista, escritor e especialista brasileiro em segurança pública. Ele também é presidente da ONG Movimento Viva Brasil.
Ele foi um dos líderes, durante o referendo de 2005, na defesa pelo voto contrário ao estatuto do desarmamento, além de em 2015 ter sido autor junto com Flávio Quintela do Best-seller Mentiram Para Mim Sobre o Desarmamento. Bene Barbosa também tem se tornando um dos mais notórios defensores do acesso civil as armas de fogo.

## Biografia
Benedito Gomes Barbosa Junior nasceu na cidade de São Paulo no dia 3 de julho de 1970. É bacharel em Ciências Jurídicas e com especialidade em Segurança Pública, armamentos e munições. Ele tem atuado nessa área desde a década de 1990, em especial, em relação ao direito constitucional da autodefesa por meio do direito civil a posse e ao porte de armas de fogo pelos cidadãos brasileiros. Também atua como ativista, influenciador digital, escritor, professor e consultor.
Em 2004, passou a se dedicar totalmente a área da segurança pública quando fundou a Organização Não-Governamental Movimento Viva Brasil, que possui a finalidade na defesa do direito do cidadão a possuir e portar armas, além de combater as políticas e teses relacionadas ao desarmamento civil. Desde então, a organização tem sido referencia nacional e internacional nessa área de atuação. A organização tem entre parceiros comerciais fabricantes, distribuidores e vendedores de armas, além de clubes de tiro, segundo o site da organização.
Em 2005 foi convidado para integrar a Frente Parlamentar pelo Direito à Legítima Defesa e tornou-se um dos mais importantes líderes da campanha vitoriosa pelo "Não", no referendo realizado em 2005 em relação ao artigo 35, que versa sobre a restrição ao comércio de armas e munição, da Lei nº 10.826/2003, denominado Estatuto do Desarmamento. Na ocasião, o referendo obteve 63,94% de votos contrários a essa proibição.
Em abril de 2011, o Movimento Viva Brasil, por intermédio de seu presidente, Bene Barbosa, fez uma apresentação na Câmara dos Deputados do Brasil chamada "Controle e fiscalização x Política Pública de Desarmamento", onde ele contestou dados sobre o aumento de taxas de homicídios estar relacionado com a venda de armas legais para civis. Ele contestou também, a afirmação de que o acesso às armas pelos CACs (Colecionadores, Atiradores e Caçadores), são menos fiscalizados ou que há maior facilidade.
Desde 2012, passou a atuar na defesa do Projeto de Lei da Câmara dos Deputados nº 3.722 de 2012, de autoria do deputado federal Rogério Peninha Mendonça (PMDB/SC), que propõe um novo sistema de controle de armas, revogando boa parte do conteúdo do vigente Estatuto do Desarmamento. Segundo ele, “mais racional e convergente com a vontade popular, devolvendo ao cidadão a possibilidade de autodefesa e fazendo retornar às variantes da segurança pública o hoje inexistente receio do criminoso de uma reação da vítima.” Para tanto, tem frequentemente participado de audiências públicas no Congresso Nacional em defesa do projeto, além de diversas exposições e debates ligados ao tema em eventos por todo o país.
Em 2015, ele e o jornalista Flávio Quintela lançaram o livro "Mentiram para mim sobre o desarmamento", para refutar os argumentos mais usados pelos defensores do desarmamento civil, por exemplo, que países desarmados são mais seguros, que o governo quer desarmar as pessoas porque se preocupa com elas, que as armas precisam ser controladas para facilitar a solução de crimes, entre outros. Segundo os autores, o livro é resultado de um esforço de pesquisa, em que são expostas as informações reais a respeito dos benefícios que as armas trazem à sociedade. Para tanto, eles citam estudos, dados, fatos e demais informações que contradizem as teses em torno da desarmamento civil. O livro obteve avaliações positivas pela maioria de seus leitores e chegou a ser listado entre os mais vendidos.
Bene Barbosa também é autor de centenas de artigos publicados em diversos periódicos do país e frequentemente tem defendido suas posições em entrevistas na imprensa e participações em programas de diversos veículos de comunicação do país. Também tem regularmente participado de conferências, simpósios, exposições e feiras pelo país. Além disso, com frequência tem participado de audiências públicas no Congresso Nacional em relação ao PL nº 3.722/2012 e temas associados ao direito constitucional de autodefesa do cidadão.
Em novembro de 2015, foi condecorado pela Câmara Municipal do Rio de Janeiro com a Medalha "Pedro Ernesto", concedida pelos relevantes serviços prestados na área da segurança pública brasileira.No mesmo ano, foi condecorado com a Medalha "Tiradentes" de honra ao mérito, pela Assembleia Legislativa do Estado do Rio de Janeiro.
A partir de 2016, o governo federal tem editado normas que flexibilizam as medidas do estatuto do desarmamento, dentre as recentes alterações, está o aumento do prazo para a validade do registro de arma de fogo, de 3 para 5 anos, além da redução de documentos exigidos para a aprovação da renovação do registro. Para Bene Barbosa, um dos apoiadores dessas medidas, as mudanças "são um indicativo de que a política do desarmamento adotada nos últimos anos pelo governo federal, desde FH até Dilma Rousseff, precisa ser mudado porque não deu resultados no combate à violência."
Em 2017, Bene Barbosa participou do documentário Desarmados (2017), do diretor e produtor Lion Andreassa. O longa metragem aborda discussões em torno da constitucionalidade da autodefesa do cidadão e no papel das armas de fogo como instrumentos para o cidadão exercer esse direito. Segundo Andreassa, as pessoas que participaram do documentário possuem pensamentos que refletem opiniões dos dois lados do espectro político, isto é, contra e a favor do desarmamento civil. O financiamento da obra partiu dos próprios responsáveis e de uma quantia reunida através de crowdfunding.
Em setembro de 2017, foi convidado para a XXX reunião do Grupo de trabalho sobre armas de fogo e munições do Mercosul, que ocorreu no Palácio do Itamaraty, em Brasília. Naquela ocasião, entre outros apontamentos, defendeu que o substancial contrabando de armas para o Brasil era o efeito, e não a causa, para o excesso de criminalidade do país, uma vez que os criminosos brasileiros, impunes ou fora do alcance das autoridades brasileiras, sentem liberdade para importarem clandestinamente armas dos países vizinhos. 

## Publicações
- Barbosa e Quintela (2015). Mentiram Para Mim Sobre o Desarmamento. São Paulo: Vide Editorial. ISBN 9788567394596
- Barbosa, Bene (2021). Sobre armas, leis e loucos: 101 artigos contra o desarmamento, o jornalismo fake e outros delírios da segurança pública. São Paulo: Vide Editorial. ISBN 9786587138084
- Barbosa, Bene (2023). O mínimo sobre armas e cristianismo. São Paulo: O mínimo. ISBN 9786585033183